# Quyền LGBT ở châu Á
Quyền LGBT ở châu Á bị hạn chế so với nhiều khu vực khác trên thế giới. Hoạt động tình dục đồng giới bị đặt ngoài vòng pháp luật ở ít nhất hai mươi quốc gia châu Á. Trong khi ít nhất tám quốc gia đã ban hành các biện pháp bảo vệ cho người LGBT, chỉ có Israel và Đài Loan cung cấp phạm vi quyền LGBT rộng hơn - bao gồm cả việc công nhận mối quan hệ đồng giới.
Tại Afghanistan, Brunei, Iran, Qatar, Ả Rập Xê Út, các Tiểu vương quốc Ả Rập Thống nhất và Yemen, tất cả các hoạt động đồng giới đều bị trừng phạt bằng việc tử hình hoặc ở mức nhẹ hơn là phạt tù. Một số đất nước khác có người dân theo đạo Hồi như: Azerbaijan, Jordan quan hệ đồng giới đều bị kỳ thị dù là hợp pháp.
Các mối quan hệ bình đẳng được mô phỏng theo mô hình phương Tây đã trở nên thường xuyên hơn, mặc dù chúng vẫn còn hiếm. Campuchia, Đông Timor, Hồng Kông, Israel, Nhật Bản, Mông Cổ, Nepal, Philippines, Hàn Quốc, Đài Loan, Thái Lan, Thổ Nhĩ Kỳ, Việt Nam và Síp được xem là cộng đồng LGBT cởi mở nhất ở châu Á. Nhật Bản, Israel, Thái Lan, Đài Loan và Nepal là những người đóng vai trò chính trong pháp luật. Tính đến  năm 2018, chỉ Lãnh thổ hải ngoại của Anh của Akrotiri và Dhekelia và Lãnh thổ Ấn Độ Dương thuộc Anh đã hợp pháp hóa hôn nhân đồng giới.
Trong một hội thảo biểu quyết quyền LGBT năm 2011 của Liên Hợp Quốc, các quốc gia Armenia, Georgia, Síp, Israel, Hàn Quốc, Nhật Bản, Mông Cổ, Nepal, Thái Lan, và Đông Timor ủng hộ cộng đồng này, trong khi Malaysia, Brunei, Maldives, Bắc Triều Tiên,Indonesia, Lebanon, Bangladesh, Pakistan, Iran, Iraq, Ả Rập Xê Út, Kuwait, Oman, Yemen, các Tiểu vương quốc Ả Rập Thống nhất, Bahrain, Qatar, Syria, Afghanistan, Jordan, Kazakhstan, Turkmenistan, và Tajikistan phản đối. Các nước châu Á khác không biểu quyết.
Đảng chính trị vì LGBT đầu tiên và duy nhất hiện nay trên thế giới là đảng Ladlad, thành lập tại Philippines năm 2003.
Năm 2016, trong một liên minh do châu Phi lãnh đạo để đánh bật chuyên gia LHQ mới thành lập về các vấn đề LGBT, phần lớn các quốc gia châu Á đã ủng hộ giữ vai trò của chuyên gia LGBT của Liên Hợp Quốc, chỉ có các quốc gia Hồi giáo, với việc bổ sung Trung Quốc và Singapore, tuyên bố sự phản đối của họ.
Năm 2019, một cuộc khảo sát của The Economist cho thấy 45% số người được hỏi ở châu Á-Thái Bình Dương tin rằng hôn nhân đồng giới là không thể tránh khỏi trong khu vực, trong khi 31% số người được hỏi không đồng ý. Hơn nữa, ba phần tư trong số những người được khảo sát đã báo cáo một môi trường cởi mở hơn cho quyền LGBT so với ba năm trước. Trong số những người báo cáo một môi trường cải thiện cho người LGBT, 38% trích dẫn một sự thay đổi trong chính sách hoặc luật pháp. Trong khi đó, 36% cho biết mức độ bao phủ các vấn đề về LGBT trên các phương tiện truyền thông chính là một yếu tố chính. Những lý do hàng đầu được viện dẫn để giảm bớt sự cởi mở là sự ủng hộ chống LGBT của các tổ chức tôn giáo.

## Pháp luật theo quốc gia hoặc lãnh thổ

#### Bắc Á
| Quyền LGBT ở | Hoạt động tình dục cùng giới | Công nhận các cặp cùng giới | Hôn nhân cùng giới        | Nhận con nuôi của các cặp cùng giới | Người LGB được phép phục vụ công khai trong quân đội | Luật chống phân biệt đối xử liên quan đến xu hướng tính dục | Pháp luật liên quan đến bản dạng/thể hiện giới   |
| ------------ | --- | --------------------------- | ------------------------- | ----------------------------------- | ---------------------------------------------------- | ----------------------------------------------------------- | ------------------------------------------------ |
| Nga          | Nam hợp pháp từ năm 1993 Nữ luôn hợp pháp Bất hợp pháp trong thực hành ở Chechnya, nơi những người đồng tính bị bắt cóc và gửi đến các trại tập trung dựa trên xu hướng tính dục nhận thức của họ | No                          | Hiến pháp cấm từ năm 2020 | No                                  | [ cần dẫn nguồn ]                                    | No                                                          | Thay đổi giới tính là không hợp pháp từ năm 2023 |

#### Trung Á
| Quyền LGBT ở | Hoạt động tình dục cùng giới                          | Công nhận các cặp cùng giới | Hôn nhân cùng giới        | Nhận con nuôi của các cặp cùng giới | Người LGB được phép phục vụ công khai trong quân đội | Luật chống phân biệt đối xử liên quan đến xu hướng tính dục | Pháp luật liên quan đến bản dạng/thể hiện giới |
| ------------ | ----------------------------------------------------- | --------------------------- | ------------------------- | ----------------------------------- | ---------------------------------------------------- | ----------------------------------------------------------- | ---------------------------------------------- |
| Kazakhstan   | Hợp pháp từ năm 1998                                  | No                          | No                        | No                                  | Từ năm 2022                                          | No                                                          | [ 12 ]                                         |
| Kyrgyzstan   | Hợp pháp từ năm 1998                                  | No                          | Hiến pháp cấm từ năm 2016 | No                                  |                                                      | No                                                          | Cần phẫu thuật chuyển đổi giới tính            |
| Tajikistan   | Hợp pháp từ năm 1998                                  | No                          | No                        | No                                  |                                                      | No                                                          | Cần phẫu thuật chuyển đổi giới tính            |
| Turkmenistan | Nam bất hợp pháp Hình phạt: 2 năm tù Nữ luôn hợp pháp | No                          | No                        | No                                  |                                                      | No                                                          | No                                             |
| Uzbekistan   | Nam bất hợp pháp Hình phạt: 3 năm tù Nữ luôn hợp pháp | No                          | No                        | No                                  | No                                                   | No                                                          | No                                             |

#### Tây Á
| Quyền LGBT ở                                           | Hoạt động tình dục cùng giới | Công nhận các cặp cùng giới          | Hôn nhân cùng giới                                                                          | Nhận con nuôi của các cặp cùng giới                                                                            | Người LGB được phép phục vụ công khai trong quân đội | Luật chống phân biệt đối xử liên quan đến xu hướng tính dục | Pháp luật liên quan đến bản dạng/thể hiện giới |
| ------------------------------------------------------ | --- | ------------------------------------ | ------------------------------------------------------------------------------------------- | --- | ---------------------------------------------------- | ----------------------------------------------------------- | --- |
| Abkhazia (Lãnh thổ tranh chấp)                         | Hợp pháp sau năm 1991 | No                                   | No                                                                                          | No |                                                      | No                                                          | |
| Ai Cập                                                 | / Mơ hồ. Nam hợp pháp de jure, nhưng de facto là bất hợp pháp từ năm 2000 Hình phạt: 17 năm tù có hoặc không có lao động khổ sai và có hoặc không có tiền phạt theo luật đạo đức được viết rộng rãi | No                                   | No                                                                                          | No | No                                                   | No                                                          | No |
| Akrotiri và Dhekelia (Lãnh thổ hải ngoại của Anh Quốc) | Hợp pháp từ năm 2000 + Đã ký tuyên ngôn LHQ | Quan hệ bạn đời dân sự từ năm 2005   | Hợp pháp từ năm 2014                                                                        | | Anh Quốc chịu trách nhiệm quốc phòng                 | Cấm một số phân biệt đối xử chống đồng tính                 | |
| Armenia                                                | Hợp pháp từ năm 2003 + Đã ký tuyên ngôn LHQ | No                                   | Hiến pháp cấm từ năm 2015                                                                   | LGBT độc thân có thể nhận con nuôi, nhưng không phải các cặp cùng giới                                         | [ 20 ]                                               | No                                                          | No |
| Azerbaijan                                             | Hợp pháp từ năm 2000 | No                                   | No                                                                                          | No | No                                                   | No                                                          | No |
| Ả Rập Xê Út                                            | Bất hợp pháp Hình phạt: Các bản án tù vài tháng đến chung thân, tiền phạt, thiến, tra tấn hoặc tử hình có thể bị kết án trong lần kết án đầu tiên. Kết án thứ hai đáng thi hành. Bản thân đồng tính luyến ái, không chỉ các hành vi được thực hiện, có thể bị coi là bất hợp pháp ở Ả Rập Xê Út                                                                                               | No                                   | No                                                                                          | No | No                                                   | No                                                          | Luật chống lại các hình thức thể hiện giới tính |
| Bắc Síp (Lãnh thổ tranh chấp)                          | Hợp pháp từ năm 2014 | No                                   | No                                                                                          | No | No                                                   | Cấm tất cả phân biệt đối xử chống đồng tính                 | Hợp pháp, yêu cầu phẫu thuật để thay đổi |
| Bahrain                                                | Hợp pháp từ năm 1976 | No                                   | No                                                                                          | No | No                                                   | No                                                          | Người chuyển giới được phép thay đổi giới tính hợp pháp, nhưng chỉ sau khi phẫu thuật chuyển giới |
| Các Tiểu vương quốc Ả Rập Thống nhất                   | Tử hình, tù chung thân, đòn roi, tiền phạt, trục xuất, thiến hóa học, điều trị tâm lý cưỡng bức, giết người trong danh dự, cảnh giác hành quyết, đánh đập, bắt buộc kiểm tra hậu môn, tiêm hormone cưỡng bức, và tra tấn. | No                                   | No                                                                                          | No | No                                                   | No                                                          | Vào tháng 9 năm 2016, Chính phủ đã thông qua Nghị định số 4 của Liên bang, một loạt các thay đổi nhằm giảm trách nhiệm hình sự cho bác sĩ. Luật mới cho phép các bác sĩ thực hiện can thiệp y tế đối với những người khác giới để "điều chỉnh" giới tính của họ, loại bỏ một cách hiệu quả cơ quan sinh dục nam hoặc nữ. Phẫu thuật chuyển đổi giới tính vẫn là bất hợp pháp. Luật được sử dụng để hình sự hóa thể hiện giới tính |
| Gruzia                                                 | Hợp pháp từ năm 2000 + Đã ký tuyên ngôn LHQ | No                                   | Hiến pháp cấm đã được thông qua nhưng vẫn chưa có hiệu lực (Đang chờ quyết định của tòa án) | No |                                                      | Cấm tất cả phân biệt đối xử chống đồng tính                 | Yêu cầu phẫu thuật triệt sản và xác định lại giới tính để thay đổi |
| Iran                                                   | Bất hợp pháp Hình phạt: 74 roi đối với đàn ông chưa trưởng thành và tử hình đối với đàn ông trưởng thành (mặc dù có những trường hợp trẻ vị thành niên được ghi nhận vì xu hướng tính dục của họ). Đối với phụ nữ, 50 roi cho phụ nữ có tâm trí trưởng thành và nếu đồng ý. Án tử hình sau khi kết án lần thứ tư.                                                                             | No                                   | No                                                                                          | No | No                                                   | No                                                          | Công nhận giới tính hợp pháp nếu đi kèm với can thiệp y tế |
| Iraq                                                   | / Mơ hồ. Hợp pháp từ năm 2003 (de jure), nhưng bị đàn áp (de facto) | No                                   | No                                                                                          | No | No                                                   | No                                                          | No |
| Israel                                                 | Hợp pháp từ năm 1963 (de facto), 1988 (de jure) + Đã ký tuyên ngôn LHQ | Sống chung không đăng ký từ năm 1994 | / Hôn nhân cùng giới nước ngoài được công nhận và ghi lại trong sổ đăng ký dân số           | Được pháp luật cho phép từ năm 2008, nhưng trong thực tế không thể thực hiện được trong hầu hết mọi trường hợp | Từ năm 1993; Bao gồm người chuyển giới               | Cấm tất cả phân biệt đối xử chống đồng tính                 | Công nhận đầy đủ ID giới tính mà không cần phẫu thuật hoặc can thiệp y tế (Không bao gồm thay đổi giới tính và tên trong giấy khai sinh); luật cơ hội việc làm bình đẳng cấm phân biệt đối xử dựa trên bản dạng giới |
| Jordan                                                 | Hợp pháp từ năm 1951 | No                                   | No                                                                                          | No |                                                      | No                                                          | Được phép từ năm 2014 |
| Kuwait                                                 | Nam bất hợp pháp Hình phạt: Phạt tiền hoặc phạt tù tới 6 năm. Nữ luôn hợp pháp | No                                   | No                                                                                          | No | No                                                   | No                                                          | No |
| Liban                                                  | / Mơ hồ. Bất hợp pháp theo Điều 534 BLHS. Một số thẩm phán đã phán quyết không truy tố các cá nhân dựa trên luật pháp, tuy nhiên, việc này đã không được Tòa án tối cao giải quyết và do đó đồng tính vẫn là bất hợp pháp. Tuy nhiên, một phán quyết của tòa án năm 2017 tuyên bố rằng nó là hợp pháp, nhưng luật chống lại nó vẫn được áp dụng. Hình phạt: 1 năm tù (hiếm khi được thi hành) | No                                   | No                                                                                          | No | No                                                   | No                                                          | Thay đổi giới tính hợp pháp được phép, nhưng cần phải chuyển đổi giới tính |
| Nam Ossetia (Lãnh thổ tranh chấp)                      | Hợp pháp sau năm 1991 | No                                   | No                                                                                          | No |                                                      | No                                                          | |
| Oman                                                   | Nam bất hợp pháp Hình phạt: Phạt tiền và phạt tù tới 3 năm (Chỉ được thi hành khi xử lý "vụ bê bối công khai") | No                                   | No                                                                                          | No | No                                                   | No                                                          | Luật chống lại các hình thức thể hiện giới tính |
| Palestine                                              | Bờ Tây: Hợp pháp từ năm 1951 (một phần của Jordan) Gaza: Nam bất hợp pháp Hình phạt: 10 năm tù. Nữ luôn hợp pháp | Bờ Tây: Gaza:                        | No                                                                                          | No |                                                      | No                                                          | No |
| Qatar                                                  | Bất hợp pháp Hình phạt: Phạt tiền, phạt 7 năm tù Án tử hình cho người Hồi giáo | No                                   | No                                                                                          | No | No                                                   | No                                                          | No |
| Síp                                                    | Hợp pháp từ năm 1998 + Đã ký tuyên ngôn LHQ. | Kết hợp dân sự từ năm 2015           | No                                                                                          | No | Yes                                                  | Cấm tất cả phân biệt đối xử chống đồng tính                 | Cấm một số phân biệt đối xử dựa trên bản dạng giới Thay đổi giới tính là không hợp pháp |
| Syria                                                  | Bất hợp pháp ở Cộng hòa Ả Rập Syria Hình phạt: 3 năm tù (luật de facto bị đình chỉ) | No                                   | No                                                                                          | No | No                                                   | No                                                          | Người chuyển giới được phép thay đổi giới tính hợp pháp |
| Thổ Nhĩ Kỳ                                             | Hợp pháp từ năm 1858 | No                                   | No                                                                                          | LGBT độc thân có thể nhận con nuôi, nhưng không phải các cặp cùng giới                                         | [ 59 ] [ không khớp với nguồn ]                      | [ 59 ]                                                      | Yêu cầu triệt sản và phẫu thuật chuyển đổi giới tính để thay đổi |
| Yemen                                                  | Bất hợp pháp Hình phạt: Đàn ông không có vợ bị trừng phạt với 100 roi hoặc tối đa một năm tù, đàn ông đã kết hôn với tử hình bằng cách ném đá. Phụ nữ bị phạt tới ba năm tù giam; trong đó hành vi phạm tội đã được thực hiện dưới sự cưỡng bức, hình phạt 7 năm giam giữ | No                                   | No                                                                                          | No | No                                                   | No                                                          | No |

#### Nam Á
| Quyền LGBT ở                                                     | Hoạt động tình dục cùng giới | Công nhận các cặp cùng giới                                                                                               | Hôn nhân cùng giới     | Nhận con nuôi của các cặp cùng giới | Người LGB được phép phục vụ công khai trong quân đội | Luật chống phân biệt đối xử liên quan đến xu hướng tính dục                          | Pháp luật liên quan đến bản dạng/thể hiện giới |
| ---------------------------------------------------------------- | --- | --- | ---------------------- | ----------------------------------- | ---------------------------------------------------- | ------------------------------------------------------------------------------------ | --- |
| Afghanistan                                                      | Bất hợp pháp Hình phạt: Tử hình | No | No                     | No                                  | No                                                   | No                                                                                   | No |
| Ấn Độ                                                            | Hợp pháp từ năm 2018 | Hoạt động tình dục cùng giới được hợp pháp hóa theo phán quyết của tòa án tối cao. Không có quyền nào khác được công nhận | Đề xuất (đang xem xét) | Đề xuất                             | Đề xuất                                              | Phân biệt đối xử dựa trên xu hướng tính dục và bản dạng giới bị cấm theo hiến pháp   | Có sẵn lựa chọn giới tính thứ ba (hijra) ngoài nam và nữ; người chuyển giới có quyền hiến định để thay đổi giới tính, chỉ sau khi can thiệp y tế/phẫu thuật |
| Bangladesh                                                       | Bất hợp pháp cả nam và nữ Hình phạt: 10 năm tù đến chung thân (Đôi khi thi hành)                                                       | No | No                     | No                                  | No                                                   | No                                                                                   | Có sẵn lựa chọn giới tính thứ ba (hijra) ngoài nam và nữ |
| Bhutan                                                           | Hợp pháp từ năm 2021 | No | Đề xuất                | No                                  | No                                                   | No                                                                                   | No |
| Lãnh thổ Ấn Độ Dương thuộc Anh (Lãnh thổ hải ngoại của Anh Quốc) | Hợp pháp từ năm 2001 + Đã ký tuyên ngôn LHQ                                                                                            | Quan hệ bạn đời dân sự từ năm 2005                                                                                        | Hợp pháp từ năm 2014   |                                     | Anh Quốc chịu trách nhiệm quốc phòng                 |                                                                                      | |
| Maldives                                                         | Bất hợp pháp Hình phạt: 8 năm tù, quản thúc tại gia, đánh đòn và phạt tiền (không thi hành) LGBTQ được chào đón ở các hòn đảo du lịch  | No | No                     | No                                  | No                                                   | No                                                                                   | No |
| Nepal                                                            | Hợp pháp từ năm 2007 + Đã ký tuyên ngôn LHQ                                                                                            | No | Hợp pháp từ năm 2024   | No                                  | Từ năm 2007                                          | / Bảo vệ bị hạn chế từ năm 2015                                                      | Chuyển đổi giới tính thứ ba "O" hợp pháp từ năm 2007, không thể chuyển đổi thành nam hoặc nữ                                                                |
| Pakistan                                                         | Nam bất hợp pháp Hình phạt: 2 năm tù đến chung thân (thỉnh thoảng thi hành)                                                            | No | No                     | No                                  | No                                                   | Kì thị người chuyển giới bất hợp pháp Kì thị đồng tính, song tính không bất hợp pháp | Quyền chuyển đổi giới tính; công dân chuyển giới và liên giới tính được pháp luật bảo vệ khỏi mọi hành vi phân biệt đối xử và quấy rối                      |
| Sri Lanka                                                        | Bất hợp pháp theo Điều 365 Hình phạt: 10 năm tù kèm theo tiền phạt (Tòa án tối cao phán quyết không thể thi hành) Đề xuất hợp pháp hóa | No | No                     | No                                  | No                                                   | [ 71 ] [ 72 ]                                                                        | / Người chuyển giới được phép thay đổi giới tính hợp pháp sau khi phẫu thuật chuyển giới hoặc can thiệp y tế                                                |

#### Đông Á
| Quyền LGBT ở | Hoạt động tình dục cùng giới                                                                                     | Công nhận các cặp cùng giới | Hôn nhân cùng giới        | Nhận con nuôi của các cặp cùng giới                                | Người LGB được phép phục vụ công khai trong quân đội              | Luật chống phân biệt đối xử liên quan đến xu hướng tính dục                                                       | Pháp luật liên quan đến bản dạng/thể hiện giới |
| ------------ | --- | --- | ------------------------- | ------------------------------------------------------------------ | ----------------------------------------------------------------- | --- | --- |
| Đài Loan     | Hợp pháp | | Hợp pháp từ năm 2019      | Nhận con riêng từ năm 2019; Nhận con chung hợp pháp từ năm 2023    | Yes                                                               | Hiến pháp cấm tất cả phân biệt đối xử chống đồng tính                                                             | Người chuyển giới được phép thay đổi giới tính hợp pháp. Từ năm 2021, không có trường hợp nào yêu cầu phẫu thuật theo phán quyết của tòa án Đài Loan |
| Hàn Quốc     | Hợp pháp + Đã ký tuyên ngôn LHQ                                                                                  | No | No                        | No                                                                 | No                                                                | / Bảo vệ khỏi sự phân biệt đối xử khác nhau tùy theo thẩm quyền ở một số khu vực, bao gồm Seoul                   | Người chuyển giới được phép thay đổi giới tính hợp pháp |
| Hồng Kông    | Hợp pháp từ năm 1991                                                                                             | / Hôn nhân cùng giới được đăng ký ở nước ngoài vì lợi ích của chính phủ và thuế, và sự công nhận hạn chế của bạn đời chung sống tại địa phương | No                        | LGBT độc thân có thể nhận nuôi, nhưng không phải các cặp cùng giới | Chính phủ trung ương Trung Quốc chịu trách nhiệm bảo vệ Hồng Kông | Cấm một số phân biệt đối xử chống đồng tính (chỉ phân biệt đối xử của chính phủ)                                  | Phẫu thuật không bắt buộc từ năm 2023 theo phán quyết của tòa án |
| Ma Cao       | Hợp pháp từ năm 1996                                                                                             | No | No                        | No                                                                 | Chính phủ trung ương Trung Quốc chịu trách nhiệm bảo vệ Ma Cao    | Cấm một số phân biệt đối xử chống đồng tính                                                                       | |
| Mông Cổ      | Hợp pháp từ năm 1961 + Đã ký tuyên ngôn LHQ                                                                      | No | Hiến pháp cấm từ năm 1992 | No                                                                 |                                                                   | Cấm một số phân biệt đối xử chống đồng tính                                                                       | Người chuyển giới được phép thay đổi giới tính hợp pháp nhưng chỉ sau khi phẫu thuật chuyển đổi giới tính |
| Nhật Bản     | Hợp pháp từ năm 1880 + Đã ký tuyên ngôn LHQ                                                                      | *Sự công nhận mang tính biểu tượng ở một số khu vực pháp lý                                                                                    | No                        | No                                                                 | Lực lượng Phòng vệ Nhật Bản cho phép người đồng tính nhập ngũ     | / Không có biện pháp bảo vệ toàn quốc, nhưng một số thành phố cấm một số hành vi phân biệt đối xử chống đồng tính | Người chuyển giới được phép thay đổi giới tính hợp pháp, nhưng chỉ sau khi chuyển đổi giới tính |
| Triều Tiên   | / De jure hợp pháp, bị trừng phạt thông qua Điều 193 và 262 về luật tục tĩu và lễ phép Hình phạt: Không xác định | No | No                        | No                                                                 | Yêu cầu độc thân 10 năm cho tất cả binh sĩ                        | No | No |
| Trung Quốc   | Hợp pháp từ năm 1997                                                                                             | / "Giám hộ hợp pháp" từ năm 2017 | No                        | No                                                                 | /                                                                 | No | / Người chuyển giới được phép thay đổi giới tính hợp pháp nhưng chỉ sau khi phẫu thuật chuyển đổi giới tính. Tuy nhiên, rất khó để thay đổi thông tin giới tính về trình độ học vấn và bằng cấp vì thiếu các thủ tục pháp lý, ngay cả sau khi phẫu thuật chuyển đổi giới tính, gây ra sự phân biệt đối xử với những phụ nữ chuyển giới được giáo dục tốt |

#### Đông Nam Á
| Quyền LGBT ở                         | Hoạt động tình dục cùng giới                                                                                                | Công nhận các cặp cùng giới                         | Hôn nhân cùng giới | Nhận con nuôi của các cặp cùng giới | Người LGB được phép phục vụ công khai trong quân đội                  | Luật chống phân biệt đối xử liên quan đến xu hướng tính dục | Pháp luật liên quan đến bản dạng/thể hiện giới |
| ------------------------------------ | --- | --------------------------------------------------- | --- | --- | --------------------------------------------------------------------- | --- | --- |
| Aceh (lãnh thổ tự trị của Indonesia) | Bất hợp pháp Hình phạt: 100 lần đánh bằng gậy hoặc 100 tháng tù giam                                                        | No                                                  | No | LGBT độc thân có thể nhận con nuôi, nhưng không phải các cặp cùng giới                                                                                                 | Chính phủ trung ương của Indonesia chịu trách nhiệm bảo vệ Aceh       | Tuân theo luật của chính phủ trung ương Indonesia | Tuân theo luật của chính phủ trung ương Indonesia |
| Brunei                               | Bất hợp pháp Hình phạt: Tử hình bằng ném đá (tạm hoãn), 1 năm tù và 100 roi cho nam giới. Đánh đòn và 10 năm tù cho nữ giới | No                                                  | No | No | No                                                                    | No | Luật pháp nghiêm cấm các hình thức thể hiện giới tính |
| Campuchia                            | Hợp pháp | / Quan hệ bạn đời được công nhận ở một số thành phố | Đã có ít nhất một trường hợp được ghi nhận về hôn nhân cùng giới được đăng ký hợp pháp và được công nhận; hiến pháp cấm từ năm 1993 | / Chính thức bị cấm, nhưng nhiều cặp cùng giới nhận con nuôi diễn ra                                                                                                   |                                                                       | No | |
| Đông Timor                           | Hợp pháp từ năm 1975 + Đã ký tuyên ngôn LHQ                                                                                 | No                                                  | No | LGBT độc thân có thể nhận con nuôi, nhưng không phải các cặp cùng giới                                                                                                 |                                                                       | Cấm một số hành vi phân biệt đối xử với người đồng tính, bảo vệ chống tội phạm do thù hận từ năm 2009 | |
| Indonesia                            | Hợp pháp (ngoại trừ ở Aceh)                                                                                                 | No                                                  | No | LGBT độc thân có thể nhận con nuôi, nhưng không phải các cặp cùng giới                                                                                                 | Không bị cấm rõ ràng bởi luật pháp (de jure), bất hợp pháp (de facto) | Sự bảo vệ có giới hạn theo quy trình pháp lý của các cơ quan có thẩm quyền | Người chuyển giới được phép thay đổi giới tính hợp pháp, nhưng chỉ sau khi chuyển đổi giới tính |
| Lào                                  | Hợp pháp | No                                                  | No | No |                                                                       | No | |
| Malaysia                             | Bất hợp pháp Hình phạt: phạt tiền, phạt tù (2-20 năm) hoặc đòn roi                                                          | No                                                  | No | LGBT độc thân có thể nhận con nuôi, nhưng không phải các cặp cùng giới                                                                                                 | No                                                                    | No | Nói chung là không thể thay đổi giới tính. Tuy nhiên, một phán quyết của tòa án năm 2016 công nhận thay đổi giới tính là quyền cơ bản của hiến pháp. Các hình thức thể hiện giới tính được hình sự hóa         |
| Myanmar                              | Bất hợp pháp Hình phạt: 20 năm tù (không thi hành)                                                                          | No                                                  | No | No | No                                                                    | No | No |
| Philippines                          | Hợp pháp + Đã ký tuyên ngôn LHQ                                                                                             | (Đang chờ hợp pháp)                                 | (Đang chờ hợp pháp) | LGBT độc thân có thể nhận con nuôi, nhưng không phải cặp cùng giới | Từ năm 2009                                                           | / Cấm một số phân biệt đối xử chống đồng tính ở một số thành phố và tỉnh bao gồm cả thành phố Manila, thành phố Cebu, thành phố Quezon và thành phố Davao; Luật chống bắt nạt trên toàn quốc đối với học sinh trung học | Nói chung không thể thay đổi giới tính hợp pháp. Tuy nhiên, trong vụ kiện Cagandahan vs Philippines, đã cho phép một người đàn ông liên giới tính thay đổi giới tính của mình một cách hợp pháp từ nữ sang nam |
| Singapore                            | Nam hợp pháp từ năm 2022 Nữ luôn hợp pháp                                                                                   | No                                                  | No | Mơ hồ, một người đàn ông đồng tính Singapore với bạn đời nam vào năm 2018 đã thắng kiện trước tòa để nhận nuôi đứa trẻ mà anh làm cha thông qua một người mang thai hộ | Yes                                                                   | Bảo vệ chống phân biệt đối xử, quấy rối và bạo lực chống lại người đồng tính | Người chuyển giới được phép thay đổi giới tính hợp pháp, nhưng chỉ sau khi chuyển đổi giới tính |
| Thái Lan                             | Hợp pháp từ năm 1956 + Đã ký tuyên ngôn LHQ                                                                                 | Yes                                                 | Hợp pháp từ năm 2024 | Yes | Từ năm 2005                                                           | Cấm tất cả phân biệt đối xử chống đồng tính | / Các biện pháp bảo vệ chống phân biệt đối xử thể hiện giới tính |
| Việt Nam                             | Hợp pháp + Đã ký tuyên ngôn LHQ                                                                                             | No                                                  | No | LGBT độc thân có thể nhận con nuôi, không phải các cặp cùng giới | Không phân biệt xu hướng tính dục của một người                       | Cấm một số phân biệt đối xử chống đồng tính | Thay đổi giới tính được công nhận và chính thức thực hiện từ năm 2017 |